# أليكس فلافيو
أليكس فلافيو هو لاعب كرة قدم برازيلي في مركز الدفاع، ولد في 21 يناير 1993 في سالفادور في البرازيل. لعب مع نادي كروزيرو.

## وصلات خارجية
- أليكس فلافيو على موقع قاعدة بيانات كرة القدم.إي يو (الإنجليزية)
- أليكس فلافيو على موقع Soccerway.com (الإنجليزية)
- أليكس فلافيو على موقع AS.com (الإسبانية)